# Тековська Брезниця
Тековська Брезниця (словац. Tekovská Breznica) — село, громада округу Жарновиця, Банськобистрицький край, центральна Словаччина, регіон Теков. Кадастрова площа громади — 29,81 км².
Населення 1229 осіб (станом на 31 грудня 2017 року).

## Історія
Тековська Брезниця згадується в 1276 році.

## Населення
| Рік:            | 1994. | 2004.   | 2014.   | 2024.   |
| --------------- | ----- | ------- | ------- | ------- |
| Кількість осіб: | 1355  | 1295    | 1247    | 1201    |
| Різниця:        |       | -4,42 % | -3,70 % | -3,68 % |

| Рік:            | 2023. | 2024.   |
| --------------- | ----- | ------- |
| Кількість осіб: | 1199  | 1201    |
| Різниця:        |       | +0,16 % |